# Valeri Abramov
Valeri Abramov (Unión Soviética, 22 de agosto de 1956-14 de septiembre de 2016) es un atleta soviético retirado especializado en la prueba de 3000 m, en la que consiguió ser subcampeón europeo en pista cubierta en 1983.

## Carrera deportiva
En el Campeonato Europeo de Atletismo en Pista Cubierta de 1983 ganó la medalla de plata en los 3000 metros, llegando a meta en un tiempo de 7:57.79 segundos, tras el yugoslavo Dragan Zdravković y por delante del alemán Uwe Mönkemeyer.